# Alan Guth
Alan Harvey Guth (New Brunswick, 27 de fevereiro de 1947) é um físico e cosmologista estadunidense. É professor e pesquisador do Instituto de Tecnologia de Massachusetts.
Guth é conhecido por ser o pai da teoria da inflação cósmica. Segundo esta teoria, o universo expandiu-se exponencialmente nos primeiros instantes após o big bang. A teoria inflacionária foi proposta pela primeira vez em 1981, e nos anos seguintes vários físicos, tais como Stephen Hawking, Andrei Linde e Paul Steinhardt, foram responsáveis por seu desenvolvimento e modificação, inclusive Guth. A inflação cósmica foi proposta por Guth para resolver alguns dos problemas fundamentais do modelo padrão do big bang, sendo atualmente muito discutida no contexto da teoria das cordas e também por apresentar boa concordância experimental com os dados do satélite WMAP.

## Correntes de interesse
Anteriormente, Guth estudou a teoria do calibre de rede, monopolos magnéticos e instanton magnéticos, máquinas do tempo de Gott e vários outros tópicos da física teórica. Grande parte do trabalho atual de Guth inclui a extrapolação das flutuações de densidade de correntes de várias versões da inflação, para testar contra observações e investigar a inflação em modelos do "Brande cosmology".[carece de fontes?]
Guth trabalha em parceira com Victor F. Weisskopf professor de física em Massachusetts no Instituto de Tecnologia (MIT). Até agora, ele escreveu cerca de 60 artigos técnicos relacionados aos efeitos da inflação e suas interações com a física de partículas.

## Honras e Prêmios
Ele ganhou muitos prêmios e medalhas, incluindo a medalha do Centro Internacional de Física Teórica, Trieste, Itália juntamente com o Andrei Linde e Paul Steinhardt, a medalha Eddington em 1996, a medalha Isaac Newton de 2009, concedida pelo Instituto Britânico de Física.
Em 2005, Guth ganhou o prêmio de escritório mais bagunçado de Boston, organizado pelo Boston Globe. Ele foi inscrito por colegas que esperavam que isso o envergonhasse ao fazer a limpeza, mas Guth está muito orgulhoso do prêmio.
Em julho de 2012, ele foi o ganhador inaugural do Prêmio de Física Fundamental, criação do físico e empresário da internet, Yuri Milner.
Em 2014, ele foi co-recebedor do prêmio Kavli concedido pela Academia Norueguesa de Ciências e Letras juntamente com Andrei Linde, da Universidade de Stanford, e Alexei Starobinsky do Instituto Landau de Física Teórica, "pelo pioneirismo na teoria da inflação cósmica. Neste mesmo ano, Guth recebeu o Golden Plate Award da American Academy of Achievement.

## Publicações
- Guth, Alan (1997). The Inflationary Universe: The Quest for a New Theory of Cosmic Origins. [S.l.]: Perseus Books. ISBN 0201328402
- Guth, Alan (2002). «Inflation and the New Era of High-Precision Cosmology» (PDF). physics@mit. MIT Department of Physics